# Сандоваль, Исаак
Исаак Сандоваль Родригес (исп. Isaac Sandoval Rodríguez; 22 августа 1937, Буэна-Виста — 21 октября 2020, Санта-Крус-де-ла-Сьерра) — боливийский юрист, писатель
, историк и профессор университета, считающийся одним из важнейших интеллектуалов Санта-Круса в XX веке. Как специалист по трудовому праву и социалистический политик стал министром труда при президенте Хуане Хосе Торресе. Выступил и ректором основателем Университета «XX век» (Siglo ХХ) — важного учебного центра в горнодобывающем центре Потоси.
Книги Сандоваля посвящены различным аспектам боливийских реалий: от важных работ академического характера вроде «Нации и государства в Боливии» (1991) до художественной литературы: рассказов и романов о нравах, личности и обществе. Крупнейший корпус библиографии Сандоваля связан с правом на труд. Среди его работ на эту тему — «Трудовое законодательство. Общий закон о труде» (1971—2011); «Боливийский трудовой дайджест. Сборник правил труда с 1825 по 1987 год» (в соавторстве) (1987); «Сезонные сельскохозяйственные работы» (1987); «Современное право и трудовое право» (1999—2012).

## Биография
Сандоваль Родригес родился 22 августа 1937 года в муниципалитете Буэнависта, принадлежащем к провинции Ичило в департаменте Санта-Крус. Он вырос в этом маленьком городке, расположенном на севере равнины Санта-Крус, у слияния рек Ихило, Япакани, Пираи и Гуапай, который характеризуется теплым климатом и обилием воды, диверсифицированным сельскохозяйственным производством и углеводородными ресурсами. Мирно скончался в своей постели 21 октября 2020 года в столице департамента Санта-Крус.
Он получил степень бакалавра юридических наук в Государственном университете имени Габриэля Рене Морено (1963) и степень магистра в 1975 году в Университете Карабобо, Валенсия (Венесуэла) — учебном центре, где он преподавал во время своего изгнания (1972—1976). Он также был нанятым профессором в Национальном инженерном университете в Лиме, Перу (1976—1977).
Вернувшись в Боливию, он преподавал в Высшем университете Сан-Андреса в Ла-Пасе (1979—1993) и Университете Габриэля Рене Морено в Санта-Крусе (1993—2002). В Университете Сан-Андрес он руководил аспирантским курсом «Теоретико-методологические аспекты социальных исследований» (1980) и был координатором выдачи дипломов по специальности трудовое право в частном университете Санта-Крус (2000—2001).
Правительство Эрнана Силеса Суасо назначило его первым ректором (в 1985—1987) — и, следовательно, основателем — Национального рабочего университета «Сигло XX», расположенного в Льяльягуа (северный Потоси), как и одноимённая шахта Сигло XX; горняки до сегодняшнего дня имеют право назначать там своего проректора.
Свою профессиональную практику он начал в очень молодом возрасте, работая в юридических фирмах Санта-Круса-де-ла-Сьерра и Ла-Паса (1963); она продолжалась, за исключением его вынужденного пребывания за пределами страны, до 1990 года. Он выделился как эксперт в области трудового права, став членом комиссии по гармонизации трудового законодательства Андской группы в Лиме (1977—1978).
Председательствовал в Боливийской ассоциации труда и права социального обеспечения (1980—1984), Национальной ассоциации адвокатов (1983—1985) и Иберо-американской ассоциации трудового права и права социального обеспечения в Лиме (1995—1999). Вошёл в Национальный суд по трудовым спорам в Ла-Пасе (1987—1988), полиграфическое жюри в городах Ла-Пас (1989—1992) и Санта-Крус-де-ла-Сьерра (2000). Он был мировым судьей (2006) и президентом (2008) Административного суда Межамериканского банка развития.
Исаак Сандоваль Родригес был марксистом, сформировавшимся под влиянием троцкизма Гильермо Лоры. В государственной администрации он дважды занимал должность министра по делам труда и профсоюзов: первый раз в левонационалистическом военном правительстве Хуана Хосе Торреса Гонсалеса (1971) и второй раз у Лидии Гейлер Техады (1980), исполняющей обязанности президента Боливии для перехода от военного правления к демократии.
Он подвергался политическим преследованиям со стороны диктаторского режима генерала Уго Бансера Суареса (1971—1977), а затем ещё более репрессивного режима генерала Луиса Гарсиа Меса Техада (1980—1982). Во время длительного политического изгнания, которое он пережил вместе со своей семьей в Венесуэле и Перу, между 1971 и 1978 годами, он отдавал предпочтение покупке книг перед другими товарами.
Таким образом была собрана его богатая библиотека по общественным наукам и школам мысли, таким как марксизм, структурализм и функционализм. Среди уникальных «драгоценностей» его библиотеки были законодательные ежегодники, принадлежавшие юридической фирме доктора Анисето Арсе (президента Боливии в XIX веке), а также том исторического сборника Паскуаля Аумады Морено с официальными документами Тихоокеанской войны, принадлежавший бывшему президенту Боливии генералу Нарсисо Камперо. В январе 2013 года доктор Сандоваль передал свою библиотеку из 15 448 томов в дар Культурному центру.
С возвращением демократии он был кандидатом в президенты на выборах 14 июля 1985 года от фронта «Объединённые левые», объединившего крестьянскую партию Ось патриотической конвергенции, Революционную рабочую партию Гильермо Лоры, РРП—Посадистскую и ряд других небольших радикальных сил. Его кандидатом в вице-президентом был крестьянский лидер Луис Лухан Тикона из Движения народного социалистического единства MUPS. Однако их фронт оказался аутсайдером выборов, получив только 10 892 голоса.

## Признание
За вклад в развитие страны его деятельность неоднократно становилась объектом признания. Он был удостоен звания почётного доктора Национального университета «Siglo XX» (1993); почётного доктора Университета науки и технологий Ики, Перу (1999) и UAGRM (2007); почётного профессора юридического факультета Центрального университета Эсте в Доминиканской Республике (1997)
Ему были вручены различные награды, в том числе Орден «За судебные заслуги» «Эпитасио Пессоа» в звании командующего, Бразилия (1995); Золотая медаль за профессиональные заслуги Коллегии адвокатов Ла-Паса (1998 год); Медаль за заслуги в области социальных исследований от муниципального правительства Санта-Крус (1999); Медаль за профессиональные заслуги Ассоциации юристов по трудовым спорам, Ла-Пас (2000); Золотая медаль «Гильермо Кабанельяс де Торрес», AIDT, Мексика (2002); Награда университета «Франц Тамайо», юридический факультет UMSA (2006); Медаль за интеллектуальные заслуги юридического факультета Автономного университета имени Габриэля Р. Морено (2006); Медаль «Доктор Серапио Рейес Ортис» от Коллегии адвокатов Ла-Паса (2007) и президентская награда за вклад в демократию, врученная Эво Моралесом во Дворце правительства (2007).
Он являлся действительным членом Боливийской академии истории (2000); Боливийского общества писателей (2001); членом-корреспондентом Королевской академии истории Испании (2002); действительным членом Иберо-Американской академии трудового права (2002). В период с 1984 по 2006 год он посетил 18 конгрессов, семинаров и других специализированных мероприятий в Боливии и за рубежом (Буэнос-Айрес; Мехико; Сальтильо, Мексика; Афины, Греция; Тегусигальпа, Гондурас; Сан-Паулу, Грамаду и Пессоа, Бразилия; Сантьяго, Чили; Лима, Перу и Асунсьон, Парагвай. Уйдя из политической и общественной жизни, в 2005—2008 годах издал шесть томов своего полного собрания сочинений.
В 2014 году Университет Сан-Андрес решил присвоить Исааку Сандовалу Родригесу звание почётного доктора в знак признания его академической карьеры.

## Научные труды
- Economía agraria. Política y desarrollo.- Santa Cruz : Facultad de Derecho y Ciencias Sociales , 1966
- Legislación del trabajo.- La Paz : Burillo , 1968
- Legislación del Trabajo.- La Paz : Urquizo , 1979
- Legislación del Trabajo.- La Paz : Talleres Mundy Color , 1992
- Legislación del trabajo.- La Paz : Los Amigos del Libro , 1999
- Legislación del trabajo.- Santa Cruz : Sirena , 2001
- Legislación del trabajo. Edición actualizada.- Santa Cruz : Sirena , 2005
- Legislación del trabajo.- Santa Cruz : Sirena , 2006
- Legislación del trabajo. Edición Universitaria.- Santa Cruz : Sirena , 2008
- Legislación del trabajo.- Santa Cruz : Sirena , 2009
- Bolivia y América Latina.- La Paz : Cooperativa de Artes Gráficas E. Burillo , 1969
- Legislación comparada del trabajo.- Venezuela : Universidad de Carabobo , 1974
- Las crisis políticas latinoamericanas y el militarismo.- México: Siglo XXI, (1976, 1978, 1979, 1981)
- Derecho colectivo del trabajo en los países del grupo andino.- Lima : CIAT , 1976
- Convenio o Contrato Colectivo de Trabajo.- Lima : Amauta , 1976
- Convenio o Contrato Colectivo de Trabajo.- Santa Cruz : Sirena , 2000
- Culminación y ruptura del modelo nacional-revolucionario: Torres en el escenario político boliviano.- La Paz : Urquizo, 1979
- Código procesal del trabajo.- La Paz : Los Amigos del Libro , 1982
- Digesto laboral boliviano. Tomo I.- La Paz : Curucusí , 1987
- Digesto laboral boliviano. Tomo II.- La Paz : Curucusí , 1987
- Informe de labores (gestión 1985 - 1986).- Oruro : Universidad Nacional Siglo XX , 1987
- Historia de Bolivia (Desarrollo histórico social boliviano).- Santa Cruz de la Sierra : Punto y coma , 1987
- Historia de Bolivia (Desarrollo histórico social boliviano).- La Paz : Mundy Color , 1990
- Nación y Estado en Bolivia (etnias, regiones, clases).- La Paz : Mundy Color , 1991
- El proyecto político militar 1971-1982.- Santa Cruz : Universitaria, 1988
- XII Congreso Iberoamericano de Derecho del Trabajo y de la Seguridad Social Bolivia '95. Tomo I.- Santa Cruz : Sirena , 1995
- XII Congreso Iberoamericano de Derecho del Trabajo y de la Seguridad Social Bolivia '95. Tomo II.- Santa Cruz : Sirena , 1995
- XII Congreso Iberoamericano de Derecho del Trabajo y de la Seguridad Social Bolivia '95. Tomo III.- Santa Cruz : Sirena , 1995
- Los partidos políticos en Bolivia.- Santa Cruz: Imp. Sirena , 1999
- Historia e historiografía en América Latina.- Santa Cruz : Sirena , 1999
- Buenavista (Del período misional a la historia de la provincia Ichilo).- Santa Cruz: Sirena, 2001
- Derecho del trabajo. Texto universitario.- Santa Cruz : Sirena , 2003
- Historia de Santa Cruz (Desarrollo histórico social).- Santa Cruz: Sirena, 2003
- Obras Completas. Volumen 1: Literatura.- Santa Cruz : Imp. Sirena , 2005
- Obras Completas. Volumen 2: Derecho.- Santa Cruz : Imp. Sirena , 2005
- Obras Completas. Volumen 3: Historia.- Santa Cruz : Imp. Sirena , 2006
- Obras Completas. Volumen 4: Historia-Política.- Santa Cruz : Imp. Sirena , 2007
- Obras Completas. Volumen 5: Historia Militar.- Santa Cruz : Imp. Sirena , 2008
- Obras Completas. Volumen 6: Escritos Varios.- Santa Cruz : Imp. Sirena , 2008
- El desarrollo político en la formación social boliviana.- Santa Cruz de la Sierra : Sirena , 2011

## Художественные произведения
- Los novenarios de doña Porfía Campos.- La Paz : Mundy Color, 1994
- La Piedra.- Santa Cruz : Ind. Graf. Sirena. , 2002
- Los lunares de Salomé.- Santa Cruz : Ind. Graf. Sirena. , 2011
- Los amores veleidosos de Juan de las Lagunas.- Santa Cruz : Ind. Graf. Sirena. , 2012
- Reina del carnaval de antaño.- Santa Cruz : Ind. Graf.  Sirena , 2013
- Travesuras irreverentes.- Santa Cruz : s.e., 2014
- El panteón de los herejes.- Santa Cruz : La Hoguera, 2016
- La complicidad de la noche.- Santa Cruz : FC-BCB / Centro de la Cultura Plurinacional, 2021